# Dittenheim

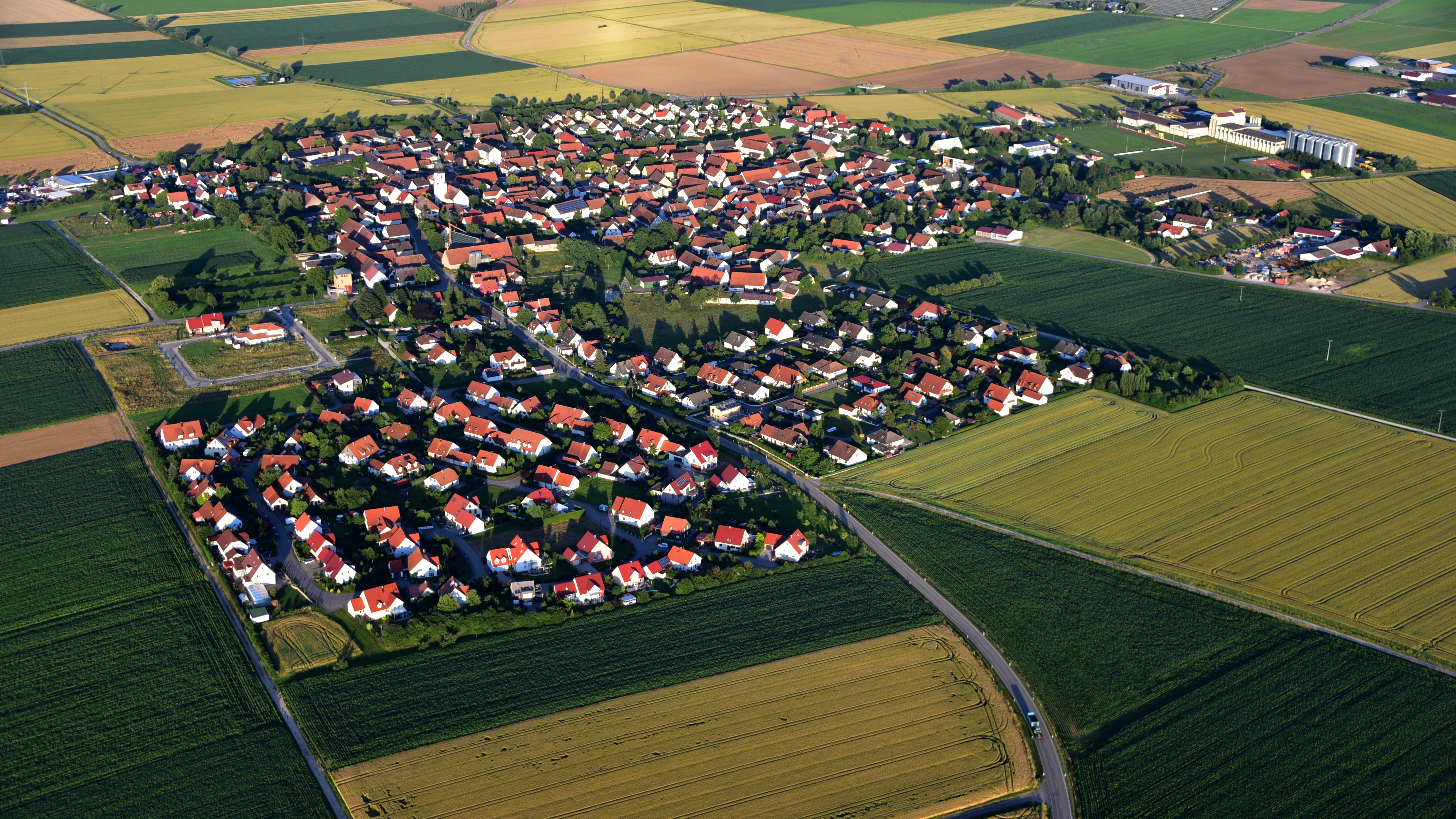
Dittenheim, Luftaufnahme (2016)

Dittenheim ist eine Gemeinde im mittelfränkischen Landkreis Weißenburg-Gunzenhausen. Sie ist Mitglied der Verwaltungsgemeinschaft Altmühltal.

## Geografie

### Geografische Lage
Die Gemeinde liegt in der Region Westmittelfranken im Altmühltal am Fuß des Gelben Berges, einer Erhebung des Hahnenkamms, einem Höhenzug der Fränkischen Alb. Eine weitere Erhebung sind die Ausläufer des Spielbergs. Städte in der Umgebung sind Gunzenhausen (neun Kilometer), Treuchtlingen (16 km), und Weißenburg (15 km). Die Ostgrenze bildet die Altmühl, an der die Gemeindeteile Windsfeld und Ehlheim liegen. Weitere Gewässer in der Gemeinde sind der Dittenheimer Mühlbach, der Schlangenbach und der Pflaumfelder Graben. Durch das Gemeindegebiet führen die Staatsstraße 2230 und mehrere Kreisstraßen.
Die Nachbargemeinden sind:
| Gunzenhausen     | Gunzenhausen                                | Theilenhofen |
| Gnotzheim        | Kompassrose, die auf Nachbargemeinden zeigt | Alesheim     |
| Heidenheim (Mfr) | Heidenheim (Mfr)                            | Meinheim     |

### Gemeindegliederung
Die Gemeinde hat sechs Gemeindeteile (in Klammern ist der Siedlungstyp angegeben):
- Buckmühle (Einöde)
- Dittenheim (Pfarrdorf)
- Ehlheim (Dorf)
- Sammenheim (Pfarrdorf)
- Sausenhofen (Pfarrdorf)
- Windsfeld (Pfarrdorf)

Es gibt auf dem Gemeindegebiet die Gemarkungen Dittenheim, Sammenheim, Sausenhofen und Windsfeld. Die Gemarkung Dittenheim hat eine Fläche von 13,097 km². Sie ist in 1577 Flurstücke aufgeteilt, die eine durchschnittliche Flurstücksfläche von 8305,29 m² haben. In ihr liegt neben dem namensgebenden Ort der Gemeindeteil Ehlheim.

## Geschichte

### Bis zur Gemeindegründung
Das Gebiet war schon im Frühmittelalter zu Zeiten der fränkischen Kolonisation besiedelt. Im Jahre 1937 wurde am Ostrand des Dorfes ein frühmittelalterliches Reihengräberfeld gefunden, das von der zweiten Hälfte des 6. Jahrhunderts bis zum Beginn des 8. Jahrhunderts benutzt wurde. Die Masse der Funde stammt aus dem 7. Jahrhundert. Die Toten gehörten wie jene im benachbarten Gräberfeld von Westheim offenbar einer stark elbgermanisch-mitteldeutsch geprägten Bevölkerung an, die im 7. Jahrhundert fränkische Bestattungssitten übernahm. Das Gräberfeld umfasst 250 Einzelgräber, darunter einige Brandgräber sowie drei Pferdebestattungen. Direkte Beziehungen zur benachbarten Gelben Bürg, wo sich eine Völkerwanderungszeitliche Höhensiedlung befand, sind bisher nicht nachweisbar. Im Gegensatz dazu bestehen deutliche Parallelen zu mainfränkischen Reihengräbern.
Später war der Ort ebenfalls besiedelt. Die Grafschaft-Oettingen-Spielberg und das Fürstentum Ansbach beanspruchten den Ort. 1796 wurde Dittenheim als Teil des Amtes Sammenheim an Preußen abgetreten und fiel im Vertrag von Paris (Februar 1806) mit dem Fürstentum Ansbach durch Tausch an das Königreich Bayern. Im Zuge der Verwaltungsreformen in Bayern entstand mit dem Gemeindeedikt von 1818 die heutige Gemeinde.

### Eingemeindungen
Im Zuge der Gebietsreform in Bayern wurden am 1. Mai 1978 die Gemeinden Sammenheim, Sausenhofen und Windsfeld eingegliedert.

### Einwohnerentwicklung
| Jahr      | 1961 | 1970 | 1987 | 1991 | 1995 | 2000 | 2005 | 2010 | 2015 |
| Einwohner | 1738 | 1622 | 1643 | 1683 | 1772 | 1798 | 1770 | 1718 | 1770 |

## Politik

### Gemeinderat
Der Gemeinderat Dittenheims besteht aus zwölf Personen. Die Gemeinderatswahl am 15. März 2020 führte zu folgendem Ergebnis und der sich daraus ergebenden Verteilung der Sitze:
| Partei / Liste                      | Stimmenanteil | Sitze |
| Freie Wählergemeinschaft Dittenheim | 50,1 %        | 6     |
| Wählergemeinschaft Sammenheim       | 19,2 %        | 2     |
| Bürgerliste Windsfeld               | 17,6 %        | 2     |
| Wählergemeinschaft Sausenhofen      | 13,1 %        | 2     |

Die Wahlbeteiligung lag bei 74,3 % Prozent.

### Patenschaft
Im Jahre 1984 wurde die Patenschaft für die vertriebenen Sudetendeutschen aus der Gemeinde Ober- und Niederwildgrub im Kreis Freudenthal (Altvater) übernommen.

### Wappen
| | Blasonierung: „In Blau ein goldener Tafelberg, darauf zwei silberne Nadelbäume, zwischen denen ein von Silber und Schwarz geviertes Schildchen schwebt.“ |
| Wappenbegründung: Der Tafelberg stellt den im Gemeindegebiet liegenden Gelben Berg in seiner typischen Form dar. Er liegt südwestlich von Dittenheim. Funde aus spätrömischer und frühmerowingischer Zeit belegen eine frühe Besiedlung. Die beiden Fichten deuten auf die waldreiche Umgebung des nahe gelegenen Hahnenkamms. Der kleine von Silber und Schwarz gevierte Schild erinnert an die Herrschaft der Markgrafen von Ansbach. Dieses Wappen wird seit 1952 geführt. | |

## Baudenkmäler

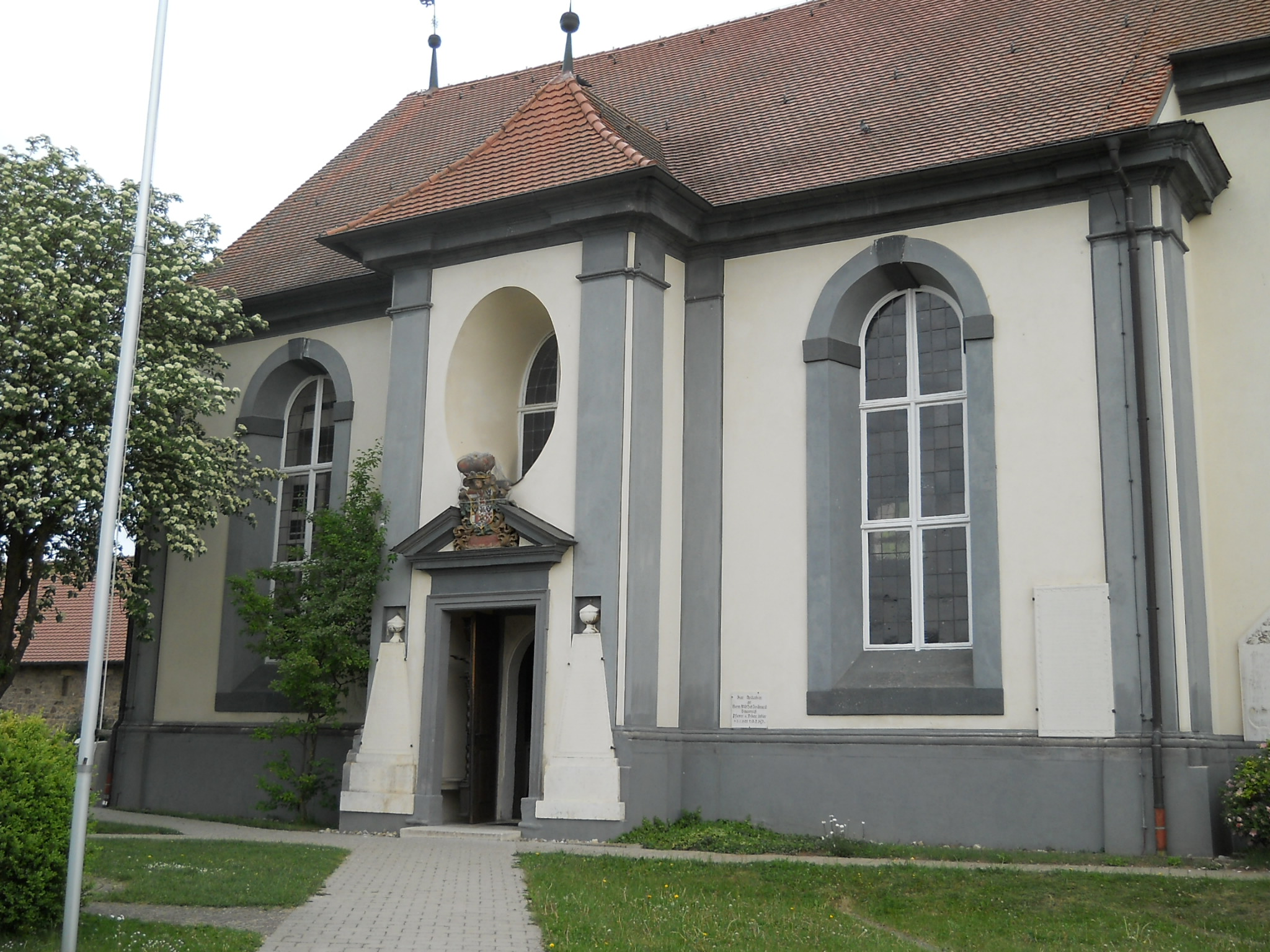
Eingangsbereich der Dittenheimer Peter-und-Paul-Kirche

Die evangelisch-lutherische Pfarrkirche St. Peter und Paul wurde vom Ansbacher Hofbaumeister Gabriel de Gabrieli von 1699 bis 1703 unter Einbeziehung des älteren Turmes und des spätgotischen Chores errichtet.

## Bodendenkmäler
- Grabhügelfeld (Dittenheim)

## Wirtschaft und Infrastruktur

### Wirtschaft einschließlich Land- und Forstwirtschaft
Im Jahre 1998 gab es nach der amtlichen Statistik im produzierenden Gewerbe 143 und im Bereich Handel und Verkehr 58 sozialversicherungspflichtig Beschäftigte am Arbeitsort. Sozialversicherungspflichtig Beschäftigte am Wohnort gab es insgesamt 583. Im verarbeitenden Gewerbe gab es ein Betrieb, im Bauhauptgewerbe vier Betriebe. Zudem bestanden 1999 113 landwirtschaftliche Betriebe mit einer landwirtschaftlich genutzten Fläche von 2208 Hektar, davon waren 1726 Hektar Ackerfläche und 479 Hektar Dauergrünfläche.

### Verkehr
An Dittenheim vorbei führt die Staatsstraße 2230 von Gunzenhausen nach Treuchtlingen.
Eisenbahn:

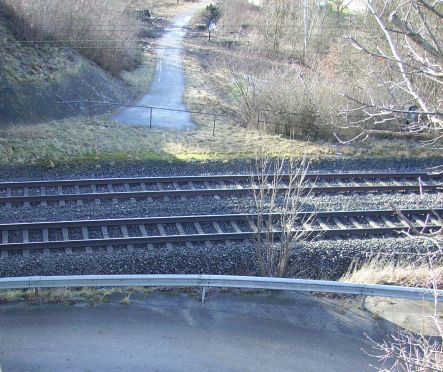
Ehemaliger Ehlheimer Haltepunkt

Zwischen den Orten Dittenheim und Windsfeld befindet sich auf einer Höhe von 415 m ü. NHN der am 2. Oktober 1869 eröffnete Bahnhof Windsfeld-Dittenheim an der Bahnstrecke Treuchtlingen–Würzburg (Strecke 5321 bei km 15,18/RL100-Kürzel: NWD). Er hat zwei durchgehende Hauptgleise und ein Überholgleis. Im Jahre 1978 endete der Personennahverkehr: Im Rahmen eines Pilotprojektes wurde 1978 bei insgesamt 15 Halten auf der Strecke die Bedienung im Personenverkehr eingestellt und der Verkehr auf Busse verlagert. Für die etwa zehn Kilometer entfernt gelegene Hahnenkamm-Kaserne bei Heidenheim (Mfr) der Bundeswehr wurde eine zweigleisige große Verladerampe für Militärtransporte (hier speziell für Panzer) errichtet, die bis zur Auflösung der Kaserne (am 31. März 2004) im Betrieb war. Sie besteht aus einer Kopf- und einer Kopf-/Seitenladerampe. Das landwirtschaftliche Warenlager wurde ebenfalls bis 2004 bedient, bis zur Einstellung des Güterverkehrs im gleichen Jahr. Die Anlagen des Bahnhofs sind noch immer relativ umfangreich, werden aber als Betriebsbahnhof nur noch zum Überholen genutzt.
In Ehlheim wurde 1869 ein Haltepunkt eingerichtet, der  mit der Verlagerung des Nahverkehrs auf den Bus 1978 aufgelassen und weitgehend rückgebaut wurde. Zur Länderbahnzeit wurde ein kleines Bahnhofsgebäude (es entstand ursprünglich aus Anbauten an ein bestehendes Bahnwärterhaus und befand sich am Gleis Richtung Gunzenhausen) mit offenem Kurbelstellwerk errichtet.

## Bildung
Im Jahre 2014 gab es folgende Einrichtungen:
Kindergärten: 75 Kindergartenplätze
Schule: 1.–4. Jahrgangsstufe

## Persönlichkeiten
- Eduard Rupprecht (1837–1907), langjähriger Pfarrer in Sausenhofen
- Georg Matthias Burger (1750–1825), Uhrmacher